# Liste du patrimoine immobilier classé de Fauvillers
Cette page regroupe l'ensemble du patrimoine immobilier classé de la commune belge de Fauvillers.
| Objet                                             | Année de construction / Architecte | Adresse | Section communale | Coordonnées                      | Numéro d’inventaire | Illustration              |
| ------------------------------------------------- | ---------------------------------- | ------- | ----------------- | -------------------------------- | ------------------- | ------------------------- |
| Site In der Laach unter dem Mulenbusch Leiteischt |                                    |         |                   | 49° 51′ 39″ nord, 5° 45′ 09″ est | 82009-CLT-0001-01   | Image manquanteTéléverser |